# 水產的歷史

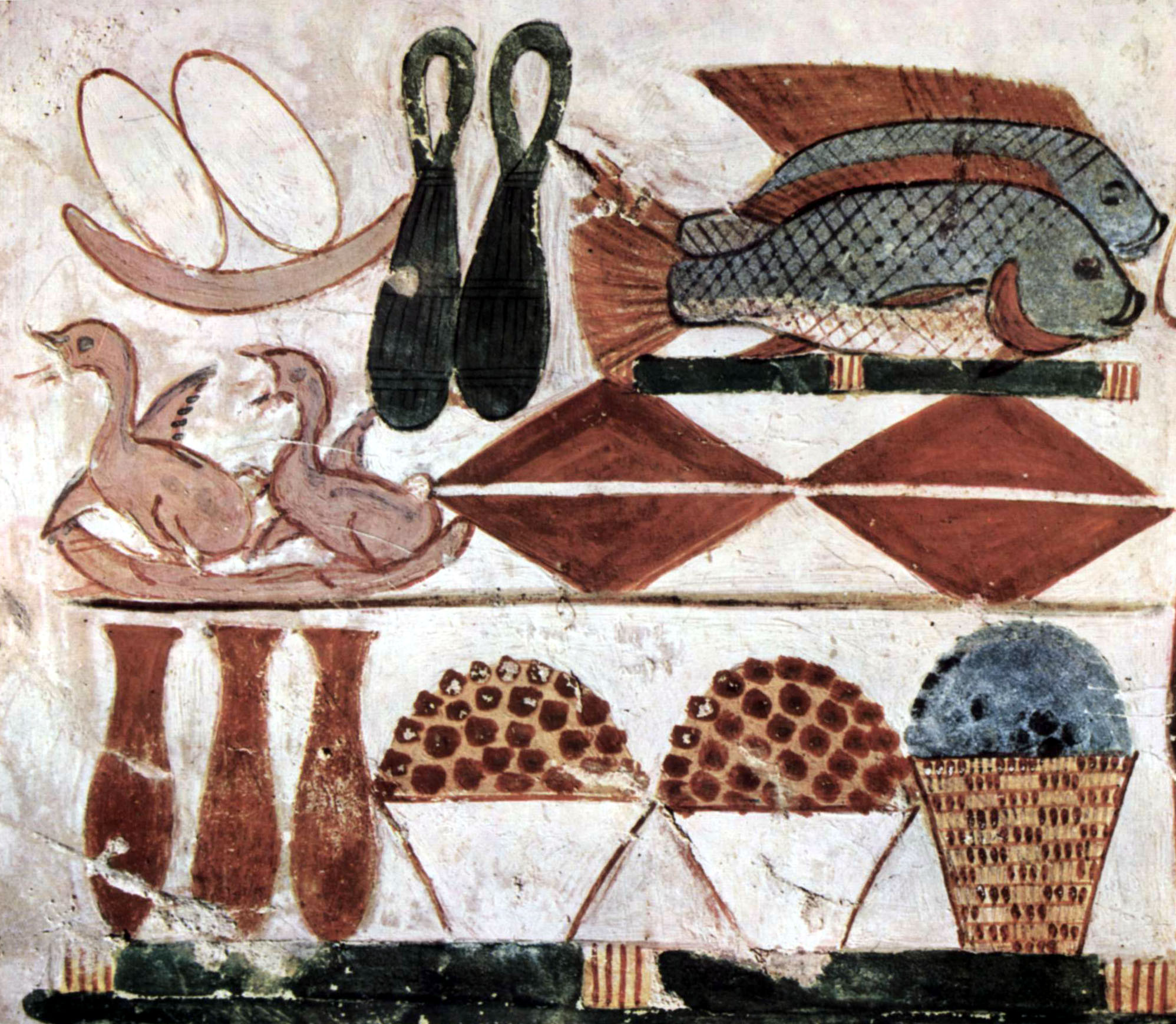
埃及墓室壁畫上所描述的各種食品，當中包括魚類（前1400年）

人類捕穫和食用水产生物的習俗，可以追溯到至少約4萬年前的舊石器時代開始的。同位素分析有40,000年歷史的東亞現代人類遺骸，顯示那時人類已經食用淡水魚。考古學家從貝丘，丟棄的魚骨和石洞壁畫發現，古時海產食品有顯著的消耗量及對人類的生存很重要。在此期間，大多數人的生存方式都是靠狩獵採集，而且要不斷遷居。
古代的尼羅河流域漁獲充沛，故此鮮魚和乾魚為大部分人口的主食。有關於埃及人捕魚的工具和方法都在墓穴壁畫，圖紙和紙莎草紙文件上記載。一些記載甚至暗示埃及人對釣魚有時是作為一種消遣。

## 古代以色列人
根據考古及典籍研究，古代以色列人廣泛地食用各種淡水魚、海水魚。自亞爾孔河、約旦河以及加利利海沿岸發現魚類遺骸，包括：慈鯛科和口育魚類等的淡水魚，大西洋白姑魚、石斑、鯛類以及鯔科等的海水魚。這些魚大部分來自於地中海，但自鐵器時代起，某部分魚也由紅海供應。以色列人不僅在沿岸食用魚類，漁夫也會供應魚至內陸地區，在不少的內陸遺跡都能夠發現魚的骨頭和鱗片，而這類魚基本都會先經過鹽醃或煙燻 ，以便運送。以色列商人有時還會從別國進口魚類製品，如列在通關清單上的埃及產醃漬魚卵。

## 古代希臘人
在古希臘文化當中，捕魚並不是重要的一環。然而，有位古希臘作家寫了一個在海上捕魚 ——《Halieulicaor》或《Halieutika》，大約在177年至180年間編寫。這本是目前可考歷史最悠久的典籍，因此也成為了最重要的史料。在希臘飲食中，魚類和其他海產（如海賊、章魚及貝類）是常見的菜餚，而消費的海產也因階級而分。

## 古代羅馬人
古羅馬有關於魚的圖像記載主要是鑲嵌畫。希臘·羅馬神話的海神尼普顿（波賽冬）經常被杯描繪成一位揮舞著三叉戟的神祇。鮮魚因非常容易腐敗而只有很短的食用期限，故此也較一般肉類更為昂貴。及後又嘗試將魚類捕至鹹淡水魚塘養殖，但有些魚種則較難養肥。當中包括美味的澤生海鱔，但因顎咬合力驚人且具毒性，有危險性所以較少在海岸魚塘出現。亦因如此，海鱔有時會被賜於作寵物以示懲戒。另一種常見的養殖魚則是羊魚（Mullus），在一段時間曾是奢侈品的典範。因其離開海洋後全身會逐漸呈現亮紅色，故而罗马人将其放置于餐桌上任其漸變死去为趣。甚至還因此發展出了配合咖乳使用的獨特食譜。
咖乳或魚醬（Garum ，又稱 Liquamen）是古羅馬當時一種餐桌上必備的醬料或蘸料，咖乳可能類似於現代出產於東南亞的魚露。由於製作咖乳製作過程會產生異味，當時被禁止在市區內生產。而其製法是將鹽醃魚類（尤為鯖魚）置於雙耳瓶內並處以緩慢加熱（一般於太陽光下曝曬），微生物會將魚的蛋白質發酵分解，經過約60至90日的處理，魚身基本上被完全分解。再經過渣滓與汁液分流後，汁液就冠以咖乳名義販售，餘下的固體則可塗抹於如麵包上的食物，並冠以雅力克（Alec）出售，類似與現代的酵母醬。

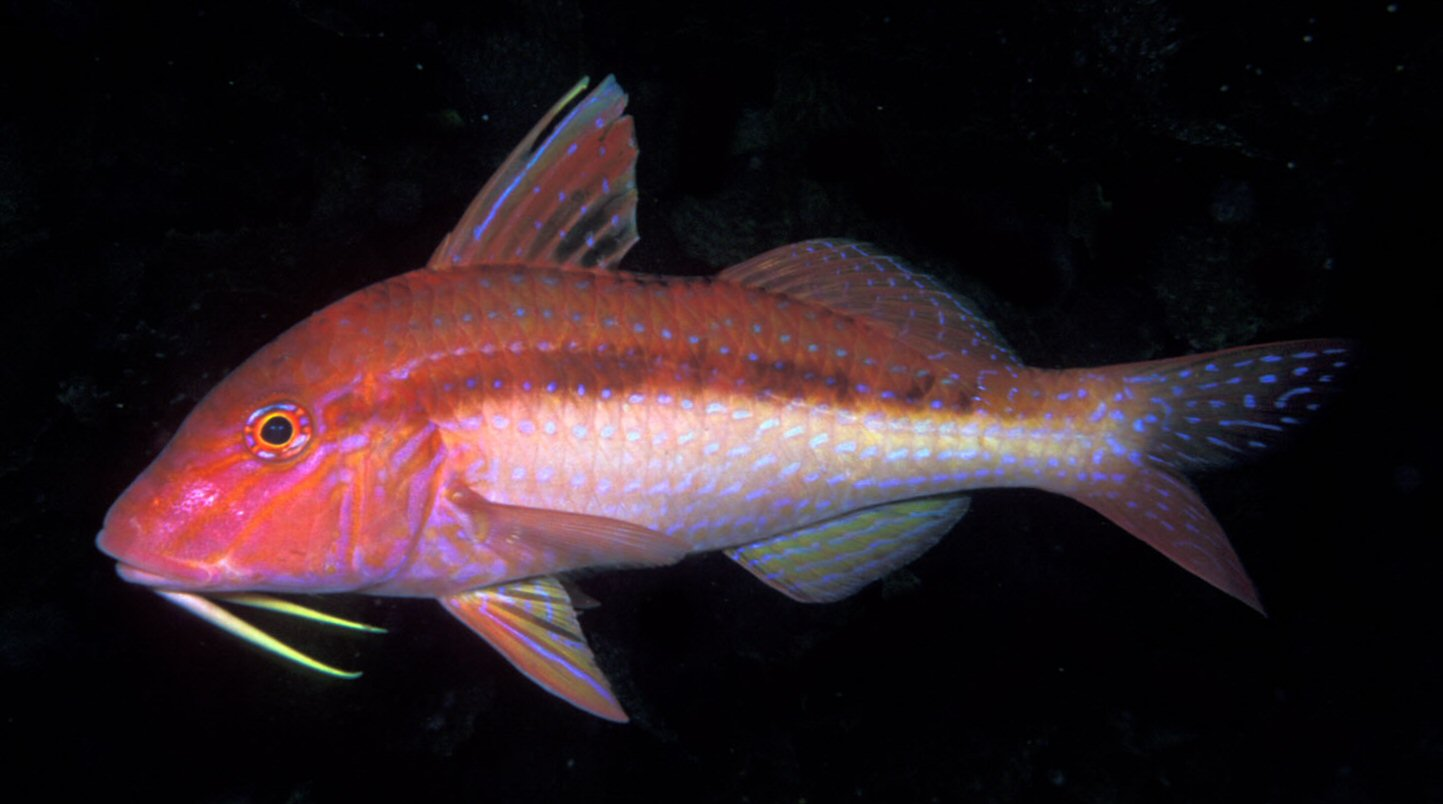
藍點似緋鯉（鬚鯛科）
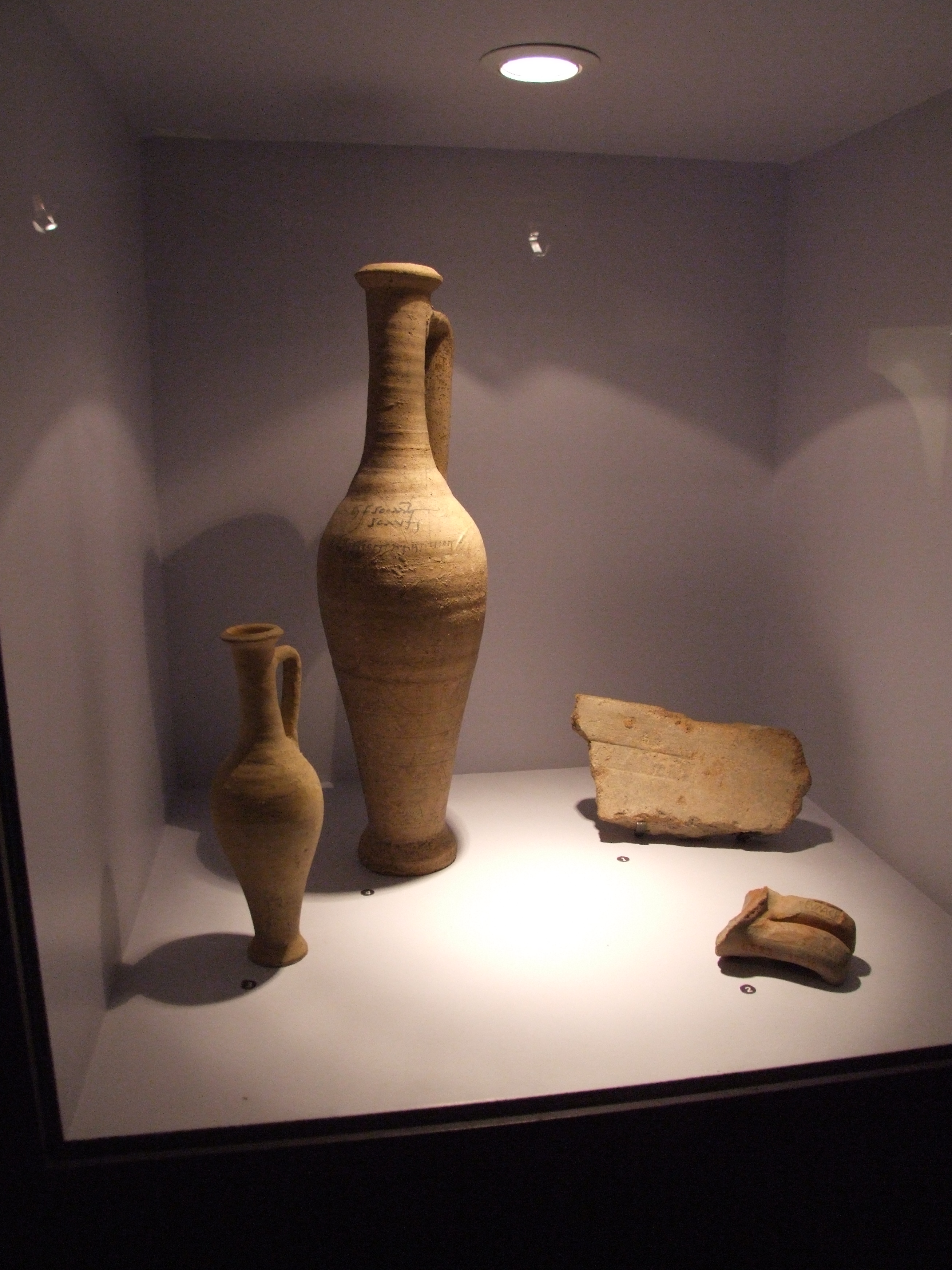
兩個用於存放咖乳的雙耳瓶

## 歷代中國

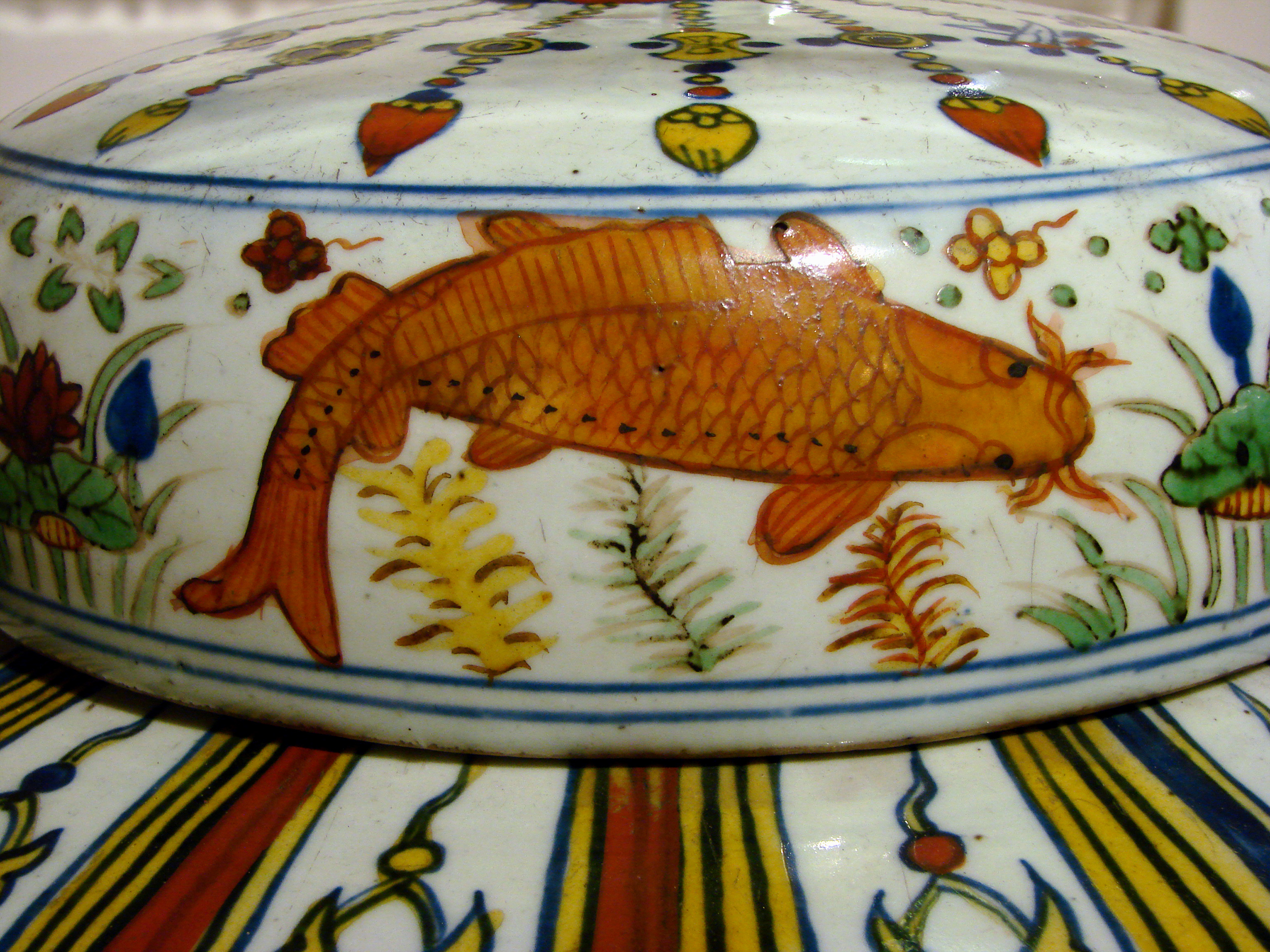
一個繪有鯉魚的明朝瓷器，1540年（嘉靖19年）

自公元前3500年起，中國已開始在繅絲廠內鑿湖畜養鯉魚，並以蠶的若蟲及排泄物飼養。鯉魚原產於中國，嗜吃而易圈養、繁衍力強又不食自系幼苗，故使魚苗生長更快速，為漁戶帶來豐厚利潤。鯉魚自古除屬於美食之外，乃中華文化當中吉祥的象徵，且鯉魚的「鯉」和「利」 諧音，故有「漁翁得利」、「家家得利」之說，坊間更廣泛流傳鯉躍龍門之說。而有關鯉魚的詩詞可追溯至范蠡於公元前475年所纂之《養魚經》，原稿現藏於大英博物館。
至唐朝（618年－907年），因皇室为李姓，鯉與李同音，養鯉隨即遭禁。但此舉帶來的效果卻是正面的，正是此舉促使了人工池塘的魚類品種多樣化，並衍生出四類鯉科的新物種：草魚、鯪魚、鱅魚、鰱魚。唐代又另外意外地促成了鯉魚進化成金魚。
自1368年始，明朝鼓勵漁戶為鮮魚貿易供應活魚，時至今日，成為中國魚類貿易最重要的一環。從1500年起，由河流等自然環境捕獲魚苗再作人工養殖的技術廣泛採用，池塘培養幼魚普及化。

## 日本

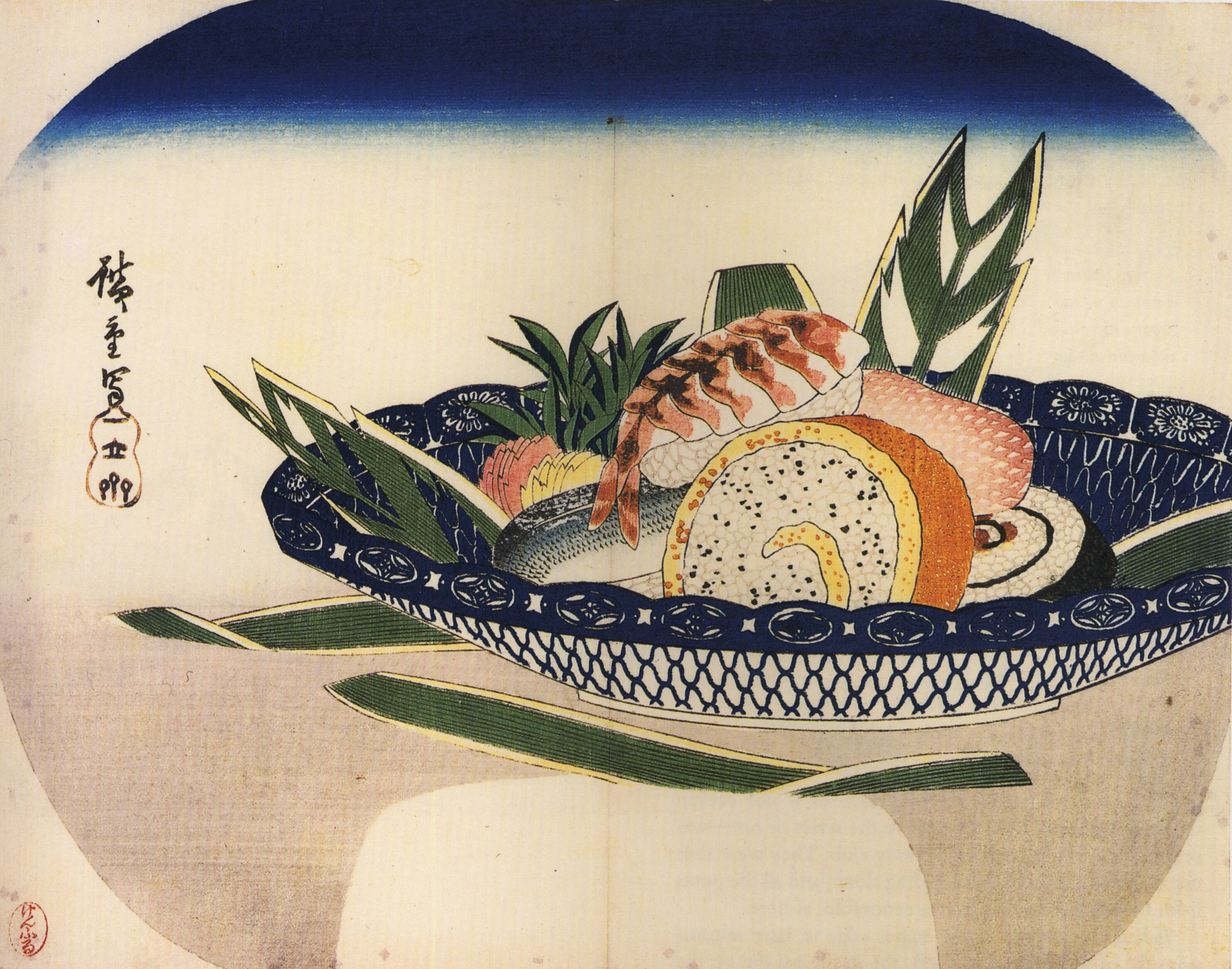
浮世絵所描繪寿司（歌川廣重，江戸後期）

在日本，壽司傳統上是作為饌羞佳餚的其中一員。熟壽司（日语：熟寿司、馴れ寿司、なれずし）一般被視為壽司的原型，而其則源自東南亞，在公元8世紀經由中國南方傳入日本。熟壽司是一種米飯配以鹽漬魚片的食品，與現在主流的壽司有著極大的差別。出於防止食品腐壞之因，民眾都會將新鮮食品與經過發酵的米飯一併存放，早期的熟壽司則直接將發酵米捨棄、只食用發酵魚肉，成為當時主要的蛋白質攝取來源。在室町時代，另一種壽司製法 ——  生成（日语：生成、なまなり）開始普及，以生成製法所做的壽司基本上是將未經過多處理的生魚肉搭配米飯而食，這種壽司製法能在魚肉腐壞前品嚐其最原始鮮味。及後至江戶時代，第三種壽司製法 ——  早壽司（日语：早ずし）出現，這種壽司是將經處理的生魚肉與米飯合一而食，並自此成為獨特的日本飲食文化，早壽司是第一種摒棄發酵米、改採用冷醋飯，並佐以蔬菜合食，而這種「早壽司」直至現在仍受世人歡迎。
在18世紀初期的東京仍被稱為江戶，路邊的流動攤販叫賣飲食非常盛行，這時期產生了握壽司（日语：握り寿司），又稱江戶前壽司。這種握壽司是將醋飯握成長方形的飯糰並配以生魚片合食，也就是現代主流的壽司型態。握壽司起初只在江戶可見，但及後於1923年的關東大地震，壽司師傅被迫出走至日本全國，最後令握壽司風行全日本，以致現代令各國饗客趨之若慕。

## 美洲原住民
因紐特人和愛斯基摩人，會經常大量醃製乾肉和魚類並窖藏。而太平洋西北地區的原住民部落則製作40—50英尺（12—15）的獨木舟用以航海捕魚。

## 中世紀時期

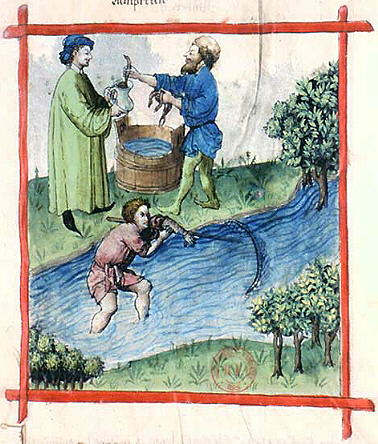
一幅描繪漁者於溪流獵捕八目鰻的插圖（健康全書；15世紀）

在中世紀時期，海鮮並不同於其他陸地動物的肉受民眾重視，只是在禁食日作為一般肉製品的替代品。儘管如此，沿海的人口很大部分還是依賴海產作為主食。然而，「魚」這一詞語在中世紀而言並不限於魚類生物，更包括鼠海豚科和鯨科為首的海洋哺乳生物、河貍、黑雁屬的雁也包含在「魚」內，由於對其遷徙地不明，這種肉類當時在禁食日時被認為適合食用。儘管甚少被提及，大西洋和波羅的海產的鯡魚和鱈魚是當時捕獲及交易最多的海產，也是當時北歐最重要的貿易貨品，更是當時最強勢的商團漢薩同盟貿易來往最頻繁的商品。從北海捕獲的鯡魚醃製後更遠銷至君士坦丁堡。鮮魚除了大部分被馬上消耗以外，還會以鹽醃、風乾，甚至煙燻儲存。例如耗費工夫柴魚。除魚類外，青口、牡蠣、蛤蜊、扇貝等的貝類軟體生物在沿岸地區非常受歡迎，淡水龍蝦更是當時讓人趨之若慕的高級食材。但就內陸（尤為中歐）而言，海產相對於肉類及其製品昂貴，淡水魚類如歐鯿、狗魚、鱸魚、八目鰻等的河產反而更易見於餐桌上。

## 宗教觀點
在伊斯蘭教中，在遜尼派的沙斐儀、馬利基和罕百里學校允許食用貝類，哈納菲學校則不允許。而什葉派的賈法裡學校也是不允許的。猶太法律禁止吃貝類和鰻魚。根據英王欽定版聖經（KJV），有鰭魚類是允許食用的，貝類和鰻魚則是禁止食用，因為牠們可憎的、有罪的（Abomination）。

## 另見
- 捕魚歷史
- 馬庫斯·加維烏斯·阿皮克烏斯（Marcus Gavius Apicius），公元前一世紀著名的羅馬美食家及玩樂主義者

## 腳註
1. ↑  http://news.nationalgeographic.com/news/2001/11/1108_bonetool_2.html （页面存档备份，存于） African Bone Tools Dispute Key Idea About Human Evolution] National Geographic News article.
2. ↑  Yaowu Hu Y, Hong Shang H, Haowen Tong H, Olaf Nehlich O, Wu Liu W, Zhao C, Yu J, Wang C, Trinkaus E and Richards M (2009) "Stable isotope dietary analysis of the Tianyuan 1 early modern human" （页面存档备份，存于） Proceedings of the National Academy of Sciences, 106 (27) 10971-10974.
3. ↑  First direct evidence of substantial fish consumption by early modern humans in China （页面存档备份，存于） PhysOrg.com, 6 July 2009.
4. ↑  Coastal Shell Middens and Agricultural Origins in Atlantic Europe （页面存档备份，存于）.
5. ↑  Fisheries history: Gift of the NilePDF.
6. 1 2  Borowski, Oded. . 2003: 68–69.
7. ↑  Macdonald, Nathan. . 2008: 37–38.
8. ↑  Book 10: Halieus of the Roman Apicius, c. 500 AD. Walter M. Hill編譯，1936年
9. ↑  Image of fishing illustrated in a Roman mosaic （页面存档备份，存于）.
10. 1 2  Parker R (2000) Aquaculturescience （页面存档备份，存于） Page 6. Delmar Thomson Learning.
11. 1 2  History of aquaculture 的存檔，存档日期2008-07-19. Retrieved 2 August 2009.
12. ↑  Nash CE and Novotny AJ (1995) Productionofaquatic animals （页面存档备份，存于） Page 22, Elsevier Science Ltd. ISBN 0-444-81950-9.
13. ↑  FAO (1983)Freshwateraquaculturedevelopment in China （页面存档备份，存于） Page 19, Fisheries technical paper 215, Rome. ISBN 92-5-101113-3.
14. ↑  Fisheries of Americas （页面存档备份，存于） Retrieved 2 August 2009.
15. ↑  .   [2012-12-10]. （原始内容存档于2015-12-18）.
16. ↑  . （原始内容存档于2012-06-09）.
17. ↑  .   [2012-12-10]. （原始内容存档于2017-07-28）.
18. ↑  The rather contrived classification of barnacle geese as fish was not universally accepted. The Holy Roman Emperor Frederick II examined barnacles and noted no evidence of any bird-like embryo in them, and the secretary of Leo of Rozmital wrote a very skeptical account of his reaction to being served barnacle goose at a fish-day dinner in 1456; Henisch (1976), pp. 48–49.
19. ↑  Melitta Weiss Adamson, "The Greco-Roman World" in Regional Cuisines of Medieval Europe, p. 11.
20. ↑  Adamson (2004), pp. 45–39.
21. ↑  Yoreh De'ah - Shulchan-Aruch 的存檔，存档日期2012-06-03. Chapter 1, torah.org. Retrieved 17 June 2012.
22. ↑  "All that are in the waters: all that... hath not fins and scales ye may not eat" (Deuteronomy 14:9-10 （页面存档备份，存于）) and are "an abomination" (Leviticus 11:9-12 （页面存档备份，存于）).